# Vicente Guerrero, Juan Rodríguez Clara
Vicente Guerrero är en ort i Mexiko.   Den ligger i kommunen Juan Rodríguez Clara och delstaten Veracruz, i den sydöstra delen av landet, 400 km öster om huvudstaden Mexico City. Vicente Guerrero ligger 97 meter över havet och antalet invånare är 134.
Terrängen runt Vicente Guerrero är platt. Runt Vicente Guerrero är det ganska glesbefolkat, med 27 invånare per kvadratkilometer. Närmaste större samhälle är Juan Rodríguez Clara, 9,6 km väster om Vicente Guerrero. Omgivningarna runt Vicente Guerrero är en mosaik av jordbruksmark och naturlig växtlighet.